# حکیم زواری
حکیم زواری (انگلیسی: Hakim Zouari؛ زادهٔ ۲۸ مارس ۱۹۸۸) بازیکن والیبال اهل تونس است.